# Orangerie de Darmstadt
L'Orangerie de Darmstadt est un petit château, œuvre de l'architecte Louis Remy de la Fosse, construit de 1719 à 1721. Il servait de refuge hivernal pour les orangers de Sardaigne ou de Sicile du parc environnant. Il comprend onze ouvertures vers le sud, une salle sur deux étages entourée de pièces de plain-pied.
Après la Seconde Guerre mondiale, il sert temporairement de théâtre après sa destruction en ville.
Le jardin est l'œuvre de Johann Kaspar Ehret. Le jardin baroque symétrique se compose de parterres sur trois niveaux, de grands axes avec des fontaines et d'avenues aux alentours. Au nord, on trouve la porte en grès de l'ancien palais du marché.
L'Orangerie est maintenant utilisée pour des concerts et des rencontres. Un bâtiment adjacent abrite un restaurant.

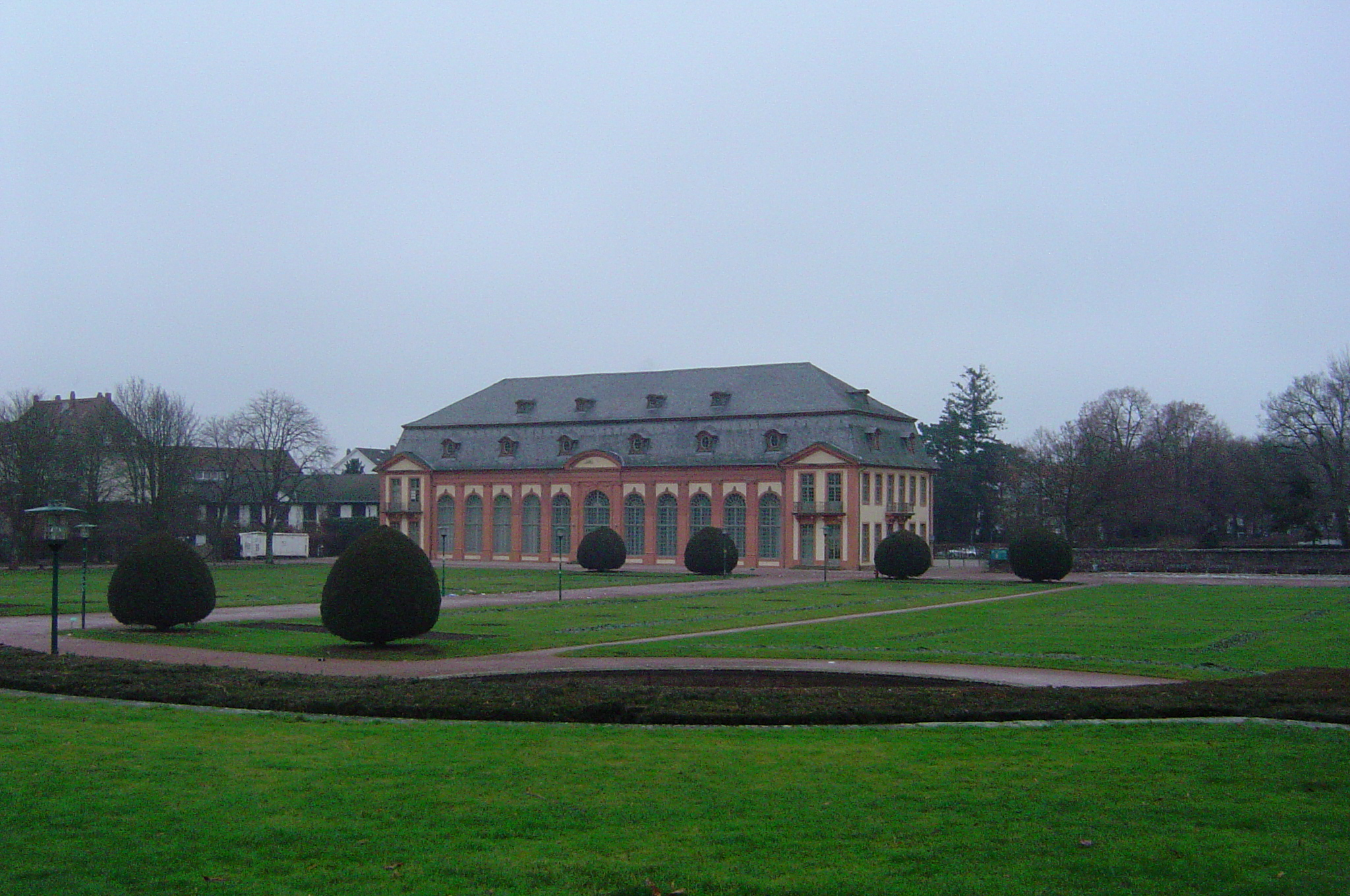
Orangerie de Darmstadt – Façade sud
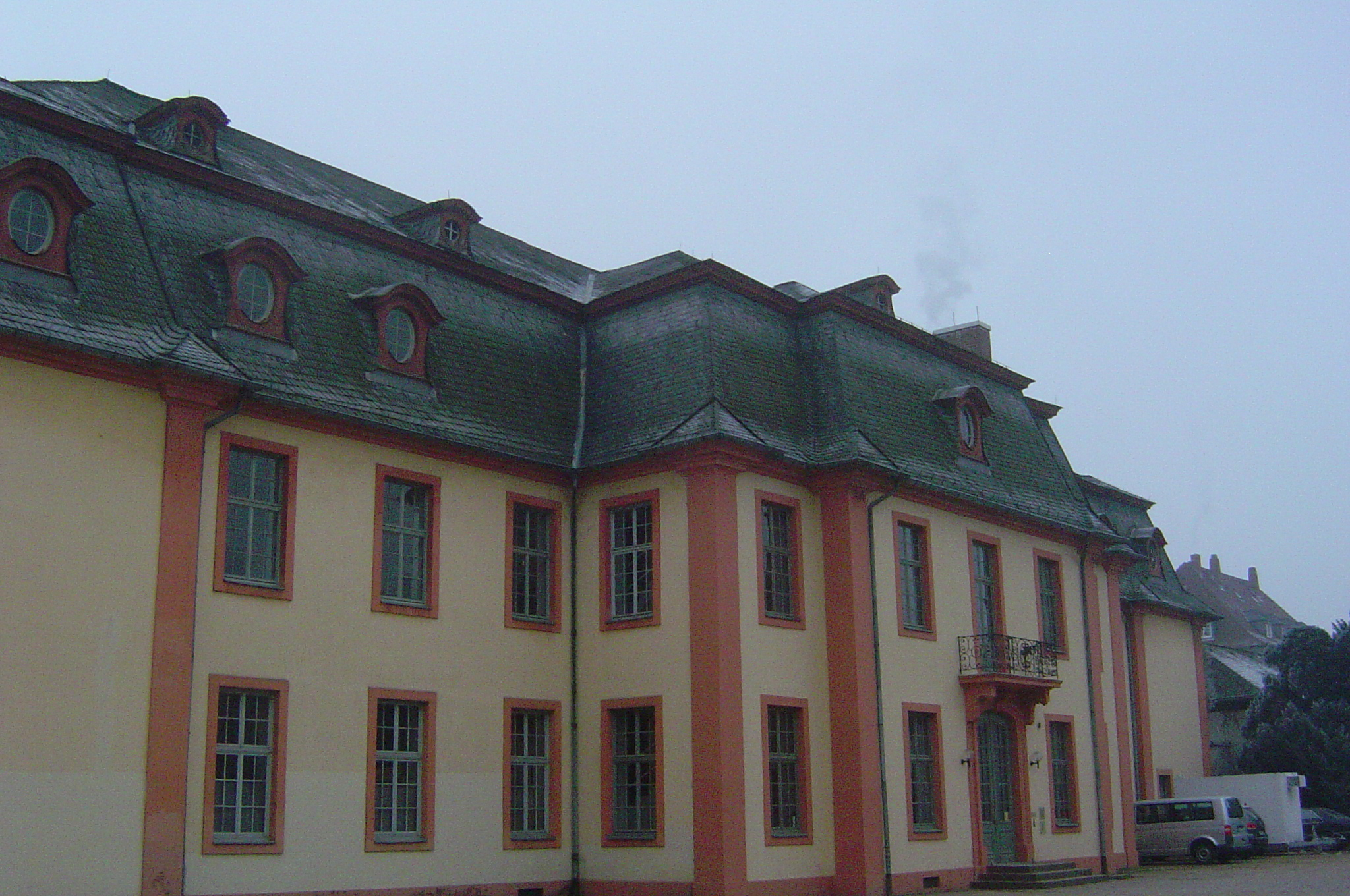
Orangerie de Darmstadt – Façade nord

## Source, notes et références
- (de) Cet article est partiellement ou en totalité issu de l’article de Wikipédia en allemand intitulé « Orangerie (Darmstadt) » (voir la liste des auteurs).